# Ya Mustapha
«Ya Mustapha» (يا مصطفى) es una canción tradicional egipcia de origen incierto. Las estrofas están en árabe y en francés, y el estribillo en una mezcla de francés, español e italiano. Fue popularizada por el cantante libanés Bob Azzam en 1960. 